# Trofeu Transatlàntic
El Trofeu Transatlàntic (oficialment, en anglès: Transatlantic Trophy), conegut també com a Transatlantic Match i anomenat inicialment Anglo-American Match Races, va ser un torneig anual de curses de motociclisme celebrat a Gran Bretanya en què s'enfrontaven les seleccions del Regne Unit i els Estats Units. Es va disputar de 1971 a 1991, la majoria de vegades durant el cap de setmana de Pasqua, als circuits de Brands Hatch, Mallory Park i Oulton Park, tot i que algunes curses es van celebrar a Donington Park i Snetterton. Al llarg de la seva història s'hi van fer servir tres especificacions diferents de motocicletes: AMA/F750, Superbike i GP.

## Història
Al tombant de la dècada del 1960, els periodistes britànics Gavin Trippe i Bruce Cox dirigien el setmanari amb seu a Califòrnia Motor Cycle Weekly i promovien curses de motociclisme als EUA. Desitjant de promocionar els pilots nord-americans al Regne Unit, durant la Daytona 200 de 1970 tots dos es van reunir amb Chris Lowe, de la Motor Circuit Developments (MCD) -entitat que dirigia els circuits de Brands Hatch, Oulton Park i Mallory Park- i Jim Swift, del British Motorcycle Racing Club, i entre tots van dissenyar allò que havia de ser el Trofeu Transatlàntic i que inicialment anomenaren Anglo-American Match Races. Ron Grant, el director de l'equip Suzuki dels Estats Units, va donar suport al pla. Chris Lowe va negociar amb BSA/Triumph, que va acceptar de subministrar motocicletes tricilíndriques de 750 cc per als pilots i donar suport a la competició.

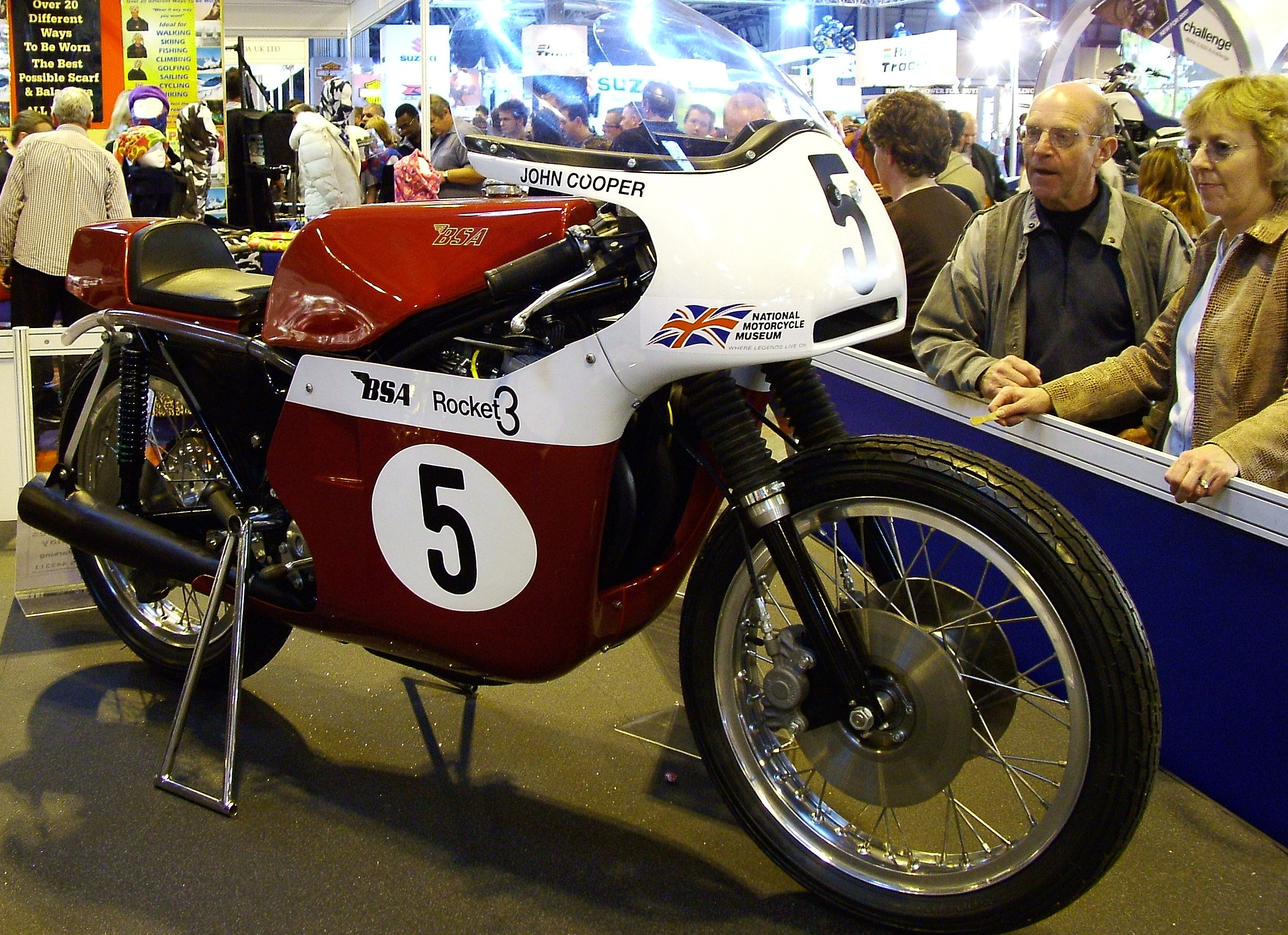
La BSA Rocket 3 que va pilotar John Cooper (UK) a l'edició de 1971

BSA/Triumph va retirar el seu suport després de l'edició de 1971 i John Player en va esdevenir el patrocinador principal a partir de 1972. El nom del torneig es va canviar a Transatlantic Trophy aquell mateix any.
El format inicial del Trofeu era de dues curses a cadascun dels tres circuits durant el cap de setmana de Pasqua: Brands Hatch (divendres Sant), Mallory Park (diumenge de Pasqua) i Oulton Park (dilluns de Pasqua). Marlboro en va esdevenir el patrocinador principal el 1979. A finals de 1982, Motor Circuit Developments va vendre Mallory Park i el 1983 es va fer servir el circuit de Snetterton com a tercer equipament. Per tal d'encaixar amb el calendari de curses d'aquest circuit, les curses es van traslladar al cap de setmana del Primer de Maig. A finals de 1983 hi va haver denúncies d'irregularitats financeres per part de Motor Circuit Developments. Tom Wheatcroft, propietari de Donington Park, hi va intervenir i el Trofeu sencer es va organitzar en aquest circuit a partir de 1984. Aquell any no hi hagué cap patrocinador principal, però Shell Oils va patrocinar la competició a partir de 1985 i fins a 1987. Brands Hatch es va tornar a fer servir el 1987, en què s'hi van fer tres curses i les sis restants a Donington.
Donington havia d'acollir la ronda inaugural del Campionat del Món de Superbike (WSB) el diumenge de Pasqua de 1988. Com que tant aquest campionat com el Transatlantic Match feien servir motocicletes amb especificacions similars, el Transatlantic Trophy es va ampliar a quatre equips, es va rebatejar com a Eurolantic Challenge i es va permetre que, a banda dels anglesos i americans, hi participessin també pilots d'altres països europeus. El torneig no es va celebrar els anys 1989 i 1990. L'edició final, coneguda com a Transatlantic Superbike Challenge, es va celebrar el maig de 1991 a Brands Hatch i Mallory Park.

### Declivi
El 1984, el pilot d'Honda Freddie Spencer es va estavellar durant el Trofeu i es va trencar els ossos dels peus. Això va fer que es perdés el Gran Premi d'Espanya. El seu company d'equip Ron Haslam també va caure. Honda va retirar el seu suport a l'esdeveniment. Altres fabricants van seguir el seu exemple durant els anys següents. Sense els millors pilots, la competició va decaure i es va acabar cancel·lant després de l'edició de 1991.

## Reedicions
El 1996, Triumph Motorcycles Ltd va fer reviure el concepte amb un Match de tres curses monomarca a Donington amb el model Speed Triple de 900 cc. Entre els nord-americans que hi van competir hi havia Dave Aldana, que havia competit a les primeres edicions de l'històric torneig (l'Anglo-American Match) el 1971. Gran Bretanya va guanyar la general per 614-426.
El concepte es va reviure de nou el maig de 2015 com a part del Festival of Motorcycling  que organitza la revista Motor Cycle News al recinte firal d'East of England, a Peterborough, on es va organitzar un Trofeu Transatlàntic entre equips britànics i americans en curses de flat track. L'esdeveniment es va repetir al Festival del 2016.
A finals de 2015, els responsables de MotoAmerica i del BSB van estudiar la possibilitat de recuperar el Trofeu Transatlàntic amb curses en tres circuits diferents durant un cap de setmana llarg.

## Resultats

### Sistema de puntuació
El sistema de puntuació va anar canviant lleugerament al llarg dels anys. A tall d'exemple, el que es va aplicar el 1980 era el següent:
| Posició | 1  | 2  | 3  | 4  | 5  | 6  | 7  | 8 | 9 | 10 | 11 | 12 | 13 | 14 | 15 | 16 |
| Punts   | 16 | 15 | 14 | 13 | 12 | 11 | 10 | 9 | 8 | 7  | 6  | 5  | 4  | 3  | 2  | 1  |

A cada cursa, a més, els setze primers classificats rebien 6,25 £ (uns 7,35 € al canvi), el primer de cada volta en rebia 5 i l'equip guanyador, 1.000.

### Llista de guanyadors
| Anglo-American Match Races        | Anglo-American Match Races | Anglo-American Match Races | Anglo-American Match Races | Anglo-American Match Races |
| Edició                            | Any                        | Equip                      | Resultats                  | Equip                      |
| --------------------------------- | -------------------------- | -------------------------- | -------------------------- | -------------------------- |
| I                                 | 1971                       | UK                         | 183-137                    | USA                        |
| Transatlantic Trophy              |                            |                            |                            |                            |
| Edició                            | Any                        | Equip                      | Resultats                  | Equip                      |
| II                                | 1972                       | UK                         | 252-210                    | USA                        |
| III                               | 1973                       | UK                         | 416-398                    | USA                        |
| IV                                | 1974                       | UK                         | 416-401                    | USA                        |
| V                                 | 1975                       | UK                         | 242-279                    | USA                        |
| VI                                | 1976                       | UK                         | 412-384                    | USA                        |
| VII                               | 1977                       | UK                         | 380-405                    | USA                        |
| VIII                              | 1978                       | UK                         | 435-379                    | USA                        |
| IX                                | 1979                       | UK                         | 352-448                    | USA                        |
| X                                 | 1980                       | UK                         | 370-442                    | USA                        |
| XI                                | 1981                       | UK                         | 466-345                    | USA                        |
| XII                               | 1982                       | UK                         | 491-313                    | USA                        |
| XIII                              | 1983                       | UK                         | 245-198                    | USA                        |
| XIV                               | 1984                       | British Commonwealth       | 136-259                    | USA                        |
| XV                                | 1985                       | UK                         | 336-254                    | USA                        |
| XVI                               | 1986                       | UK                         | 314-214                    | USA                        |
| XVII                              | 1987                       | UK                         | 745.5-993.5                | USA                        |
| Eurolantic Challenge              |                            |                            |                            |                            |
| Edició                            | Any                        | Equip                      | Resultats                  | Equip                      |
| XVIII                             | 1988                       | UK 1                       | 586-570                    | USA                        |
| XVIII                             | 1988                       | UK 2                       | 281-287                    | Europa                     |
| Transatlantic Superbike Challenge |                            |                            |                            |                            |
| Edició                            | Any                        | Equip                      | Resultats                  | Equip                      |
| XIX                               | 1991                       | UK                         | 625-161                    | USA                        |

## Equips per edició
Es mostren en negreta els màxims anotadors de punts individuals de cada edició.
| UK                  | UK      | USA                 | USA     |
| Pilot               | Moto    | Pilot               | Moto    |
| ------------------- | ------- | ------------------- | ------- |
| Percy Tait (capità) | Triumph | Gary Nixon (capità) | Triumph |
| John Cooper         | BSA     | Jim Rice            | BSA     |
| Paul Smart          | Triumph | Dave Aldana         | BSA     |
| Ray Pickrell        | BSA     | Dick Mann           | BSA     |
| Tony Jefferies      | Triumph | Don Castro          | Triumph |
|                     |         | Don Emde            | BSA     |
| Referències         |         |                     |         |

| UK                 | UK      | USA                | USA             |
| Pilot              | Moto    | Pilot              | Moto            |
| ------------------ | ------- | ------------------ | --------------- |
| Phil Read (capità) | Norton  | Dick Mann (capità) | BSA             |
| John Cooper        | BSA     | Cal Rayborn        | Harley Davidson |
| Tony Jefferies     | Triumph | Don Emde           | Norton          |
| Ray Pickrell       | BSA     | Ron Grant          | Suzuki          |
| Peter Williams     | Norton  | Art Baumann        | Suzuki          |
| Tony Rutter        | Norton  | Jody Nicholas      | Suzuki          |
| Referències:17     |         |                    |                 |

| UK                        | UK                 | USA                  | USA                |
| Pilot                     | Moto               | Pilot                | Moto               |
| ------------------------- | ------------------ | -------------------- | ------------------ |
| Paul Smart (capità)       | Suzuki             | Cal Rayborn (capità) | Harley Davidson    |
| Barry Sheene              | Suzuki             | Mert Lawwill         | Harley Davidson    |
| John Cooper/Dave Croxford | John Player Norton | Doug Sehl            | Harley Davidson    |
| Peter Williams            | John Player Norton | Gary Nixon           | Kawasaki           |
| Tony Jefferies            | Triumph            | Yvon Duhamel         | Kawasaki           |
| Percy Tait                | Triumph            | Art Baumann          | Kawasaki           |
| Mick Grant                | Seeley-Kawasaki    | Ron Grant            | Suzuki             |
| Dave Potter               | Khun-Norton        | Dave Aldana          | John Player Norton |
| Referències               |                    |                      |                    |

| UK                     | UK                 | USA                   | USA             |
| Pilot                  | Moto               | Pilot                 | Moto            |
| ---------------------- | ------------------ | --------------------- | --------------- |
| Paul Smart (capità)    | Suzuki             | Yvon Duhamel (capità) | Kawasaki        |
| Peter Williams         | John Player Norton | Kenny Roberts         | Yamaha          |
| Dave Croxford          | John Player Norton | Gary Fisher           | Yamaha          |
| Barry Sheene           | Suzuki             | Gene Romero           | Yamaha          |
| Stan Woods             | Suzuki             | John Long             | Yamaha          |
| Barry Ditchburn        | Yamaha             | Dave Aldana           | Norton          |
| Mick Grant             | Yamaha             | Art Baumann           | Kawasaki/Yamaha |
| Percy Tait             | Triumph/Norton     | Gary Nixon            | Suzuki          |
| Ron Chandler (reserva) | Kawasaki           | Jim Evans (reserva)   | Yamaha          |
| Referències            |                    |                       |                 |

| UK                         | UK       | USA                    | USA    |
| Pilot                      | Moto     | Pilot                  | Moto   |
| -------------------------- | -------- | ---------------------- | ------ |
| Percy Tait (capità)        | Yamaha   | Kenny Roberts (capità) | Yamaha |
| Stan Woods                 | Suzuki   | Gene Romero            | Yamaha |
| John Newbold               | Suzuki   | Don Castro             | Yamaha |
| Mick Grant                 | Kawasaki | Steve Baker            | Yamaha |
| Barry Ditchburn            | Kawasaki | Steve McLaughlin       | Yamaha |
| Dave Croxford              | Norton   | Pat Hennen             | Suzuki |
| Dave Potter                | Yamaha   | Dave Aldana            | Suzuki |
| Pat Mahoney                | Yamaha   | Phil McDonald          | Yamaha |
| Charlie Williams (reserva) | Yamaha   | Randy Cleek (reserva)  | Yamaha |
| Referències                |          |                        |        |

| UK                   | UK              | USA                    | USA      |
| Pilot                | Moto            | Pilot                  | Moto     |
| -------------------- | --------------- | ---------------------- | -------- |
| Phil Read (capità)   | Yamaha          | Kenny Roberts (capità) | Yamaha   |
| Mick Grant           | Kawasaki        | Gene Romero            | Yamaha   |
| Barry Ditchburn      | Kawasaki        | Gary Nixon             | Kawasaki |
| Dave Potter          | Yamaha          | Randy Cleek            | Yamaha   |
| Barry Sheene         | Suzuki          | Steve Baker            | Yamaha   |
| Steve Parrish        | Suzuki          | Pat Hennen             | Suzuki   |
| Dave Croxford        | Cosworth-Norton | Pat Evans              | Yamaha   |
| John Williams        | Suzuki          | Ron Pierce             | Kawasaki |
| Ron Haslam (reserva) | Yamaha          | Marty Lunde (reserva)  | Yamaha   |
| Referències          |                 |                        |          |

| UK                       | UK         | USA                      | USA    |
| Pilot                    | Moto       | Pilot                    | Moto   |
| ------------------------ | ---------- | ------------------------ | ------ |
| Percy Tait (capità)      | non-riding | Kenny Roberts (capità)   | Yamaha |
| Steve Parrish            | Suzuki     | Pat Hennen               | Suzuki |
| Phil Read                | Kawasaki   | Gary Scott               | Yamaha |
| Dave Potter              | Yamaha     | Dave Emde                | Yamaha |
| Barry Sheene             | Suzuki     | Dave Aldana              | Yamaha |
| Paul Smart               | Yamaha     | Ron Pierce               | Yamaha |
| John Williams            | Yamaha     | Skip Aksland             | Yamaha |
| Mick Grant               | Kawasaki   | Steve Baker              | Yamaha |
| Barry Ditchburn          | Kawasaki   | Kevin Stafford (reserva) | Yamaha |
| Roger Marshall (reserva) | Yamaha     |                          |        |
| Referències              |            |                          |        |

| UK                     | UK       | USA                    | USA    |
| Pilot                  | Moto     | Pilot                  | Moto   |
| ---------------------- | -------- | ---------------------- | ------ |
| Barry Sheene (capità)  | Suzuki   | Kenny Roberts (capità) | Yamaha |
| Mick Grant             | Kawasaki | Pat Hennen             | Suzuki |
| Dave Potter            | Yamaha   | Gene Romero            | Yamaha |
| Barry Ditchburn        | Yamaha   | Dave Aldana            | Yamaha |
| Roger Marshall         | Yamaha   | Skip Aksland           | Yamaha |
| Ron Haslam             | Yamaha   | David Emde             | Yamaha |
| John Williams          | Yamaha   | Dale Singleton         | Yamaha |
| Steve Manship          | Yamaha   | Mike Baldwin           | Yamaha |
| Steve Wright (reserva) | Yamaha   | Bruce Hammer (reserva) | Yamaha |
| Referències            |          |                        |        |

| UK                    | UK       | USA                  | USA    |
| Pilot                 | Moto     | Pilot                | Moto   |
| --------------------- | -------- | -------------------- | ------ |
| Barry Sheene (capità) | Suzuki   | Dave Aldana (capità) | Yamaha |
| Mick Grant            | Yamaha   | Steve Baker          | Yamaha |
| Dave Potter           | Yamaha   | Mike Baldwin         | Yamaha |
| Barry Ditchburn       | Kawasaki | Dale Singleton       | Yamaha |
| Tom Herron            | Suzuki   | Gene Romero          | Yamaha |
| Steve Parrish         | Suzuki   | Randy Mamola         | Yamaha |
| John Newbold          | Yamaha   | Rich Schlachter      | Yamaha |
| Ron Haslam            | Yamaha   | Wes Cooley           | Yamaha |
| Keith Huewen          | Yamaha   | John Long            | Yamaha |
| Referències           |          |                      |        |

| UK                     | UK              | USA                    | USA                   |
| Pilot                  | Moto            | Pilot                  | Moto                  |
| ---------------------- | --------------- | ---------------------- | --------------------- |
| Mike Hailwood (capità) | Non-riding      | Kenny Roberts (capità) | Yamaha 750            |
| Barry Sheene           | Yamaha 750      | Dale Singleton         | Yamaha 750            |
| Ron Haslam             | Yamaha 750      | Rich Schlachter        | Yamaha 750            |
| Graeme Crosby          | Suzuki 653, 500 | Freddie Spencer        | Yamaha 750            |
| Keith Huewen           | Yamaha 750      | John Long              | Yamaha 750            |
| John Newbold           | Yamaha 750      | Wes Cooley             | Yoshimura-Suzuki 1024 |
| Graham Wood            | Suzuki 500      | Randy Mamola           | Suzuki 653, 500       |
| Dave Potter            | Yamaha 750      | Dave Aldana            | Yoshimura-Suzuki 1024 |
| Mick Grant             | Yamaha 750      | Skip Aksland           | Yamaha 750            |
| Steve Manship          | Yamaha 750      |                        |                       |
| Alan Pacey (reserva)   | Yamaha 750      |                        |                       |
| Referències            |                 |                        |                       |

| UK             | UK            | USA             | USA        |
| Pilot          | Moto          | Pilot           | Moto       |
| -------------- | ------------- | --------------- | ---------- |
| Joey Dunlop    | Honda 1100    | James Adamo     | Yamaha 750 |
| Ron Haslam     | Honda 1100    | Dan Chivington  | Yamaha 750 |
| Steve Henshaw  | Yamaha 750    | Wes Cooley      | Yamaha 750 |
| Keith Huewen   | Suzuki 500    | John Long       | Yamaha 750 |
| Roger Marshall | Kawasaki 1000 | Randy Mamola    | Suzuki 500 |
| John Newbold   | Suzuki 1000   | Nicky Richichi  | Yamaha 750 |
| Dave Potter    | Yamaha 750    | Rich Schlachter | Yamaha 750 |
| Barry Sheene   | Yamaha 750    | Dale Singleton  | Yamaha 750 |
| Graham Wood    | Yamaha 750    | Freddie Spencer | Suzuki 500 |
| Referències    |               |                 |            |

| UK             | UK         | USA             | USA        |
| Pilot          | Moto       | Pilot           | Moto       |
| -------------- | ---------- | --------------- | ---------- |
| Steve Henshaw  | 750 Yamaha | Dave Aldana     | 750 Yamaha |
| Keith Huewen   | 500 Suzuki | Mike Baldwin    | 1000 Honda |
| Gary Lingham   | 500 Suzuki | Wes Cooley      | 997 Suzuki |
| Roger Marshall | 997 Suzuki | Mark Homchick   | 750 Yamaha |
| John Newbold   | 997 Suzuki | Roberto Pietri  | Suzuki     |
| Steve Parrish  | 500 Yamaha | Nicky Richichi  | 750 Yamaha |
| Barry Sheene   | 500 Yamaha | Rich Schlachter | 750 Yamaha |
| Bob Smith      | 500 Suzuki | Dale Singleton  | 750 Yamaha |
| Graham Wood    | 750 Yamaha | Alan Ward       | 750 Yamaha |
| Referències    |            |                 |            |

| UK             | UK         | USA           | USA           |
| Pilot          | Moto       | Pilot         | Moto          |
| -------------- | ---------- | ------------- | ------------- |
| Ron Haslam     | 500 Honda  | Dave Aldana   | 500 Suzuki    |
| Keith Huewen   | 500 Suzuki | Mike Baldwin  | 999 Honda     |
| Roger Marshall | 500 Honda  | Wes Cooley    | 1025 Kawasaki |
| Mark Salle     | 500 Suzuki | Eddie Lawson  | 680 Yamaha    |
| Barry Sheene   | 500 Suzuki | Randy Mamola  | 500 Suzuki    |
| Graham Wood    | 750 Yamaha | Kenny Roberts | 680 Yamaha    |
| Referències    |            |               |               |

| British Commonwealth | British Commonwealth  | USA             | USA           |
| Pilot                | Moto                  | Pilot           | Moto          |
| -------------------- | --------------------- | --------------- | ------------- |
| Ron Haslam           | Honda NS500           | Freddie Spencer | Suzuki RG500  |
| Barry Sheene         | Suzuki RG500          | Kenny Roberts   | Yamaha TZR500 |
| Wayne Gardner        | Honda RS500           | Randy Mamola    | Honda NS500   |
| Roger Marshall       | Honda RS500           | Eddie Lawson    | Yamaha TZR500 |
| Graeme Crosby        | Yoshimura-Suzuki 1023 | Wayne Rainey    | Yamaha TZ500  |
| Keith Huewen         | Honda RS500           | Wes Cooley      | Honda RS500   |
| Rob McElnea          | Suzuki RG500          | Mike Baldwin    | Honda RS500   |
| Referències          |                       |                 |               |

| UK             | UK         | USA             | USA        |
| Pilot          | Moto       | Pilot           | Moto       |
| -------------- | ---------- | --------------- | ---------- |
| Ron Haslam     | 500 Honda  | Mike Baldwin    | 500 Honda  |
| Steve Parrish  | 500 Yamaha | Rich Schlachter | 500 Honda  |
| Wayne Gardner  | 500 Honda  | Randy Mamola    | 500 Honda  |
| Roger Burnett  | 500 Honda  | James Adamo     | 500 Cagiva |
| Mick Grant     | 998 Suzuki | Doug Brauneck   | Yamaha     |
| Roger Marshall | 500 Honda  | Randy Renfrow   | 500 Honda  |
| Gary Lingham   | 500 Suzuki | Jeff Haney      | 500 Honda  |
| Rob McElnea    | 500 Suzuki | Wayne Rainey    | Honda      |
| Referències    |            |                 |            |

| UK                   | UK         | USA                  | USA        |
| Pilot                | Moto       | Pilot                | Moto       |
| -------------------- | ---------- | -------------------- | ---------- |
| Rob McElnea (capità) | Yamaha 750 | Fred Merkel (capità) | Honda 750  |
| Ron Haslam           | Honda 750  | Ricky Orlando        | Honda      |
| Steve Parrish        | Yamaha 750 | Glenn Barry          | Honda      |
| Neil Robinson        | Suzuki     | Rueben McMurter      | Yamaha 750 |
| Kenny Irons          | Yamaha 750 | Sam McDonald         | Yamaha     |
| Roger Burnett        | Honda 750  | Dale Quarterley      | Yamaha 750 |
| Roger Marshall       | Honda 750  | Kevin Schwantz       | Suzuki 750 |
| Gary Lingham         | Suzuki     | John Ashmead         | Honda      |
| Keith Huewen         | Suzuki 750 | John Bettencourt     | Honda 750  |
| Graeme McGregor      | Suzuki     | Dan Chivington       | Yamaha 750 |
| Trevor Nation        | Suzuki 750 | Michel Mercier       | Suzuki 750 |
| Chris Martin         | Suzuki 750 | Lance Jones          | Honda      |
| Paul Iddon           | Suzuki 750 | Ted Boody            | Yamaha     |
| Referències          |            |                      |            |

| UK               | UK         | USA             | USA        |
| Pilot            | Moto       | Pilot           | Moto       |
| ---------------- | ---------- | --------------- | ---------- |
| Simon Buckmaster | 750 Honda  | Wayne Rainey    | 750 Honda  |
| Mark Phillips    | 750 Suzuki | Gary Goodfellow | 750 Suzuki |
| Ray Swann        | 750 Suzuki | Ottis Lance     | 750 Suzuki |
| Trevor Nation    | 750 Yamaha | Jim Filice      | 750 Yamaha |
| Ron Haslam       | 750 Honda  | Doug Polen      | 750 Suzuki |
| Phil Mellor      | 750 Suzuki | Reuben McMurter | 750 Yamaha |
| Jamie Whitham    | 750 Suzuki | Kevin Schwantz  | 750 Suzuki |
| Keith Huewen     | 750 Yamaha | Michel Mercier  | 750 Suzuki |
| Geoff Fowler     | 750 Yamaha | John Ashmead    | 750 Honda  |
| Roger Hurst      | 750 Yamaha | Dan Chivington  | 750 Honda  |
| Peter Dalby      | 750 Suzuki | Bubba Shobert   | 750 Honda  |
| Gary Lingham     | Kawasaki   |                 |            |
| Referències      |            |                 |            |

| UK 1                | UK 1              | USA                    | USA              | UK 2                    | UK 2              | Europa                   | Europa        |
| Pilot               | Moto              | Pilot                  | Moto             | Pilot                   | Moto              | Pilot                    | Moto          |
| ------------------- | ----------------- | ---------------------- | ---------------- | ----------------------- | ----------------- | ------------------------ | ------------- |
| Ron Haslam (capità) | Elf Honda         | Bubba Shobert (capità) | Honda            | Roger Marshall (capità) | Padgett Suzuki    | Anders Anderson (capità) | Suzuki        |
| Joey Dunlop         | Gemini Honda RC30 | Fred Merkel            | Honda            | Trevor Nation           | Norton            | Peter Rubatto            | Bimota Yamaha |
| Mark Phillips       | Bimota Yamaha     | Doug Polen             | Yoshimura Suzuki | Kenny Irons             | Bridge Honda RC30 | Jari Suhonen             | Yamaha        |
| Roger Burnett       | Shell Honda       | Gary Goodfellow        | Suzuki           | Simon Buckmaster        | Norton            | Esko Kuparinen           | Kawasaki      |
| Phil Mellor         | Suzuki            | Rueben McMurter        | Yamaha           | Andy McGladdery         | Suzuki            | Paul Ramon               | Honda RC30    |
| Keith Huewen        | Bimota Yamaha     | Michel Mercier         | Suzuki           | Paul Iddon              | Bimota Suzuki     | Hans Lindner             | Honda         |
| Jamie Whitham       | Suzuki            | Tom Douglas            | Yamaha           | David Heal              | Suzuki            | Graeme McGregor          | Honda RC30    |
| Ray Swann           | Kawasaki          | Scott Gray             | Suzuki           | Darren Dixon            | Padgett Suzuki    | Michael Galinski         | Bimota Yamaha |
|                     |                   |                        |                  | Terry Rymer (reserva)   | Yamaha            | Dieter Heinen (reserva)  | Honda RC30    |
|                     |                   |                        |                  | Mark Linscott (reserva) | Suzuki            |                          |               |
| Referències         |                   |                        |                  |                         |                   |                          |               |

| UK                  | UK                | USA                      | USA               |
| Pilot               | Moto              | Pilot                    | Moto              |
| ------------------- | ----------------- | ------------------------ | ----------------- |
| Ron Haslam (capità) | JPS Norton RCW588 | Freddie Spencer (capità) | Honda VFR 750     |
| Terry Rymer         | Yamaha FZR 750R   | Thomas Stevens           | Yamaha FZR 750R   |
| Brian Morrison      | Yamaha FZR 750R   | Jamie James              | Yamaha FZR 750R   |
| Trevor Nation       | JPS Norton RCW588 | Scott Russell            | Kawasaki ZXR 750R |
| Steve Spray         | Kawasaki ZXR 750R | Jaques Guenette          | Kawasaki ZXR 750R |
| Jamie Whitham       | Suzuki GSXR 750R  | Richard Arnaiz           | Honda VFR 750     |
| John Reynolds       | Kawasaki ZXR 750R | Robert Holden            | Honda VFR 750     |
| Rob McElnea         | Yamaha FZR 750R   | Luis Carlos Maurel       | Yamaha FZR 750R   |
| Carl Fogarty        | Honda VFR 750     | Marcello Del Guidice     |                   |
| Ray Stringer        | Yamaha FZR 750R   | John Long                | Suzuki GSXR 750R  |
| Niall MacKenzie     | Honda VFR 750     | Michael Barnes           | Yamaha FZR 750R   |
| Mark Linscott       | Honda VFR 750     | Miguel Duhamel           | Honda VFR 750     |
| Referències         |                   |                          |                   |